# Nicolaj Madsen
Nicolaj Madsen, né le 16 juillet 1988 au Danemark, est un footballeur danois. Il évolue au poste de milieu relayeur avec le club de Vestri Ísafjördur.

## Biographie
Il inscrit huit buts en première division danoise lors de la saison 2011-2012, puis neuf buts dans ce même championnat lors de la saison 2015-2016.
Lors de la saison 2016-2017, il joue quatre matchs en Ligue Europa avec le club de SønderjyskE.